# Jože Šali
Jože Šali, slovenski partizan, politik in kmet, * 3. avgust 1915, Češča vas, † ?.
21. februarja 1943 je vstopil v NOV in POS. Kot pripadnik Gubčeve brigade je bil eden izmed odposlancev, ki so se udeležili Zbora odposlancev slovenskega naroda v Kočevju.